# Acrosanthes teretifolia
Acrosanthes teretifolia är en isörtsväxtart som beskrevs av Christian Friedrich Frederik Ecklon och Zeyh. Acrosanthes teretifolia ingår i släktet Acrosanthes och familjen isörtsväxter. Inga underarter finns listade i Catalogue of Life.